# 専断
| ウィキペディアには「専断」という見出しの百科事典記事はありません（タイトルに「専断」を含むページの一覧/「専断」で始まるページの一覧）。 代わりにウィクショナリーのページ「専断」が役に立つかもしれません。 |